# پیندارو ده کاروالیو رودریگیز
پیندارو ده کاروالیو رودریگیز (انگلیسی: Píndaro de Carvalho Rodrigues (تلفظ پرتغالی:[ʁuˈðɾiɣɨs]); ۱ ژوئن ۱۸۹۲ – ۳۰ اوت ۱۹۶۵) بازیکن و مربی فوتبال اهل برزیل بود.
از باشگاه‌هایی که در آن بازی کرده‌است می‌توان به باشگاه فوتبال فلامینگو و فلومیننزه اشاره کرد. وی سرمربی تیم ملی فوتبال برزیل در جام جهانی فوتبال ۱۹۳۰ بوده است.